# イロマジリボウシインコ
イロマジリボウシインコ（色混帽子鸚哥、Amazona versicolor）は、オウム目インコ科に分類される鳥類。

## 分布
セントルシア固有種

## 形態
全長43cm。額や眼先は瑠璃色、背は緑色の羽毛で被われる。腹部は赤褐色の羽毛で被われる。尾羽の色彩は緑色で、先端は黄みを帯びる。翼の色彩は緑色で、初列風切の色彩は暗青色。外側次列風切の基部は赤い。
虹彩はオレンジ色。嘴や後肢の色彩は灰色。

## 生態
湿潤林に生息していたが、現在は山地の熱帯雨林にのみ生息する。昼行性で薄明時に林縁へ分散し、夜間になると集団で休む。
食性は植物食で、花、果実、種子などを食べる。
繁殖形態は卵生。2-8月に地表から15-27.3mの高さにある樹洞に、1回に1-2個の卵を産む。飼育下での抱卵期間は28日。雛は孵化してから約81日で巣立つ。

## 人間との関係
開発による生息地の破壊、ペット用の乱獲などにより生息数は激減した。さらにハリケーンやオオウロコツグミモドキとの競合や捕食によっても生息数が減少した。セントルシアでは法的に保護の対象とされ、生息地の水源林としての保護、狩猟を行わないよう啓蒙活動などの保護対策により生息数は増加傾向にある。1950年代における生息数は1,000羽、1975年における生息数は100-150羽、1990年における生息数は300-350羽と推定されている。